# Manfred Lüders
Manfred Lüders (* 1958) ist ein deutscher Pädagoge und Hochschullehrer.

## Leben
Von 1978 bis 1985 studierte er Pädagogik an der Goethe-Universität mit den Nebenfächern Psychologie und Soziologie. Nach der Promotion 1993 zum Dr. phil. an der Fakultät für Erziehungswissenschaft an der Goethe-Universität in Frankfurt am Main und der Venia Legendi 2002 für das Fach Pädagogik an der Ruhr-Universität Bochum wurde er 2004 Professor für Schul- und Grundschulpädagogik (C4) an der Universität Erfurt.
Seit 2021 ist er Mitglied im Netzwerk Wissenschaftsfreiheit.

## Schriften (Auswahl)
- Zeit, Subjektivität und Bildung. Die Bedeutung des Zeitbegriffs für die Pädagogik. Weinheim 1995, ISBN 3-89271-578-5.
- Unterricht als Sprachspiel. Eine systematische und empirische Studie zum Unterrichtsbegriff und zur Unterrichtssprache. Bad Heilbrunn 2003, ISBN 3-7815-1312-2.
- als Herausgeber mit Jochen Wissinger: Forschung zur Lehrerbildung. Kompetenzentwicklung und Programmevaluation. Münster 2007, ISBN 3-8309-1821-6.
- als Herausgeber mit Wolfgang Meseth: Theorieentwicklungen in der Erziehungswissenschaft. Befunde – Problemanzeigen – Desiderata. Bad Heilbrunn 2018, ISBN 3-7815-2265-2.
- als Herausgeber mit Martin Rothland: Lehrer-Bildungs-Forschung. Festschrift für Ewald Terhart. Waxmann, Münster 2018, ISBN 978-3-8309-3838-5.